# Farstad
Farstad est une localité du comté de Nordland, en Norvège.

## Géographie
Administrativement, Farstad fait partie de la kommune de Vestvågøy.